# Selim Bimbachi
Muhammad Salim Pacha ou Selim Nizami Djedid Néféri Bimbachi (en arabe محمد سليم القبطان), est le nom d'un capitaine de frégate et explorateur turc qui servit au XIXe siècle dans la marine égyptienne. 

## Biographie
La biographie de Selim Bimbachi n'est pratiquement pas connue. « Bimbachi » signifie « colonel » en turc. Il est surtout connu pour avoir commandé la toute première expédition de recherche des sources du Bahr el-Abiad sous les ordres de Méhémet Ali. Jules Verne le mentionne dans son roman Cinq Semaines en ballon (chapitre XIX). 
Né en Crète, il a déménagé dans sa jeunesse avec sa famille en Égypte, où Méhémet Ali Pacha régnait à cette époque, et devient un officier de la flotte égyptienne. Pendant quelque temps, il sert à Alexandrie puis mène pour Ali Pacha une expédition en Afrique tropicale, dont le but était de trouver les sources du Nil. Lors de la planification des expéditions, Salim Pacha a immédiatement exclu la possibilité de trouver les sources du Nil Blanc à l'ouest.
Au total, il va effectuer trois expéditions en Afrique entre 1839 et 1842. La première expédition part de Khartoum le 16 novembre 1839 et se compose de 400 personnes. Il parvient à atteindre la rivière Sobat. La deuxième expédition a lieu en 1840 et rejoint Gondokoro. La troisième, en 1842, atteint pratiquement l'équateur.
Malgré le fait qu'il ne réussit pas à trouver les sources du Nil, à la suite de ses voyages, il rédige plusieurs travaux scientifiques et établit plusieurs cartes géographiques de la région du Nil Blanc, qui ont ensuite été utilisées par des chercheurs européens en Afrique. Il parvient aussi à convertir plusieurs tribus de Gondokoro à l'islam au cours de la deuxième expédition.
Les œuvres de Salim Pacha ont été écrites en turc ottoman. Certaines d'entre elles ont été traduites et publiées en français en 1842. En Égypte même, la traduction de ses œuvres en arabe et leur publication n'ont commencé qu'après 1922.